# Максиллы
Максиллы (от лат. maxilla — «челюсть») — вторая пара челюстей у многоножек и насекомых, вторая и третья пары — у ракообразных. В ротовом аппарате грызущего типа максиллы выполняют функцию разрывания, прокалывания добычи или перетирания пищи; в ротовом аппарате сосущего типа (например, у бабочек) образуют хоботок. У многоножек, насекомых и ракообразных максиллы — видоизменённые конечности 3—4-го сегментов головы.